# João Moutinho (labdarúgó, 1998)
João Moutinho (Lisszabon, 1998. január 12. –) portugál labdarúgó, az olasz Spezia hátvédje.

## Pályafutása
Moutinho a portugál fővárosban, Lisszabonban született. Az ifjúsági pályafutását a helyi Sporting CP akadémiájánál kezdte.
2018-ban mutatkozott be az észak-amerikai első osztályban szereplő Los Angeles felnőtt keretében. 2018. december 11-én az Orlando City-hez igazolt. Először a 2019. március 24-ei, New York Red Bulls ellen 1–0-ra megnyert mérkőzésen lépett pályára. Első gólját 2020. augusztus 1-jén, a Los Angeles ellen hazai pályán 1–1-es döntetlennel zárult, majd büntetőkkel megnyert találkozón szerezte meg. 2022. december 2-án 3½ éves szerződést kötött az olasz első osztályban szereplő Spezia együttesével. 2023. január 4-én, az Atalanta ellen 2–2-es döntetlennel zárult bajnokin debütált.

## Statisztikák
2023. január 27. szerint
| Klub         | Szezon   | Osztály  | Bajnokság | Bajnokság | Kupa  | Kupa | Nemzetközi | Nemzetközi | Összesen | Összesen |
| Klub         | Szezon   | Osztály  | Meccs     | Gól       | Meccs | Gól  | Meccs      | Gól        | Meccs    | Gól      |
| ------------ | -------- | -------- | --------- | --------- | ----- | ---- | ---------- | ---------- | -------- | -------- |
| Los Angeles  | 2018     | MLS      | 14        | 1         | 1     | 0    | —          | —          | 15       | 1        |
| Orlando City | 2019     | MLS      | 16        | 0         | 2     | 0    | —          | —          | 18       | 0        |
| Orlando City | 2020     | MLS      | 12        | 1         | 0     | 0    | —          | —          | 12       | 1        |
| Orlando City | 2021     | MLS      | 20        | 0         | 0     | 0    | 1          | 0          | 21       | 0        |
| Orlando City | 2022     | MLS      | 29        | 2         | 5     | 0    | —          | —          | 34       | 2        |
| Orlando City | Összesen | Összesen | 77        | 3         | 7     | 0    | 1          | 0          | 85       | 3        |
| Spezia       | 2022–23  | Serie A  | 4         | 0         | 1     | 0    | —          | —          | 5        | 0        |
| Összesen     | Összesen | Összesen | 95        | 4         | 9     | 0    | 1          | 0          | 105      | 4        |

## Sikerei, díjai
Orlando City
- US Open Cup
  - Győztes (1): 2022